# 伊索勒河畔圣阿娜斯塔西
伊索勒河畔圣阿娜斯塔西（法語：Sainte-Anastasie-sur-Issole，發音：[sɛ̃t anastazi syʁ isɔl]）是法国普罗旺斯-阿尔卑斯-蓝色海岸大区瓦尔省的一个市镇，位于该省中部偏西南，属于布里尼奥勒区。

## 地理
伊索勒河畔圣阿娜斯塔西（43°20'33"N, 6°7'29"E）面积10.71 平方千米，位于法国普罗旺斯-阿尔卑斯-蔚蓝海岸大区瓦尔省，该省份为法国东南部沿海省份，北起上普罗旺斯阿尔卑斯省，西北角与沃克吕兹省接壤，西接罗讷河口省，南濒地中海，东临滨海阿尔卑斯省。
与伊索勒河畔圣阿娜斯塔西接壤的市镇（或旧市镇、城区）包括：伊索勒河畔贝斯、康普斯拉苏尔斯、福卡尔凯雷、皮热维尔、罗克巴龙。
伊索勒河畔圣阿娜斯塔西的时区为UTC+01:00、UTC+02:00（夏令时）。

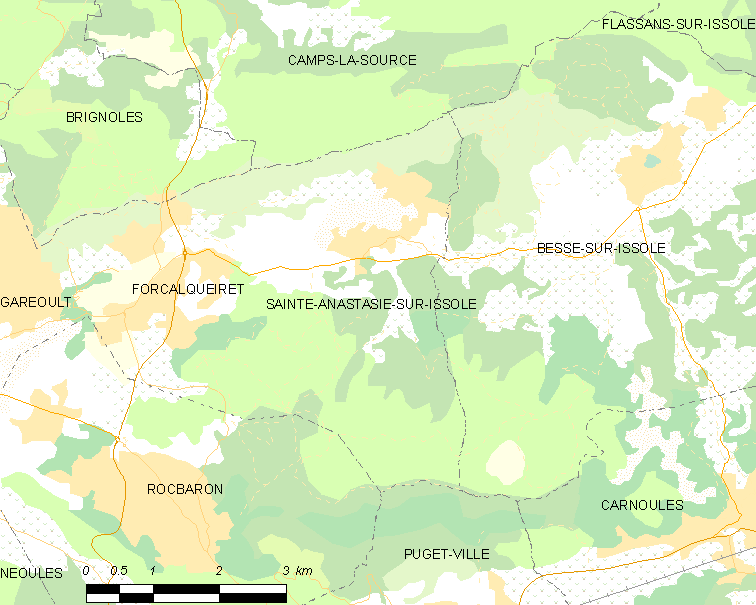
伊索勒河畔圣阿娜斯塔西的OSM定位图

## 行政
伊索勒河畔圣阿娜斯塔西的邮政编码为83136，INSEE市镇编码为83111。

## 政治
伊索勒河畔圣阿娜斯塔西所属的省级选区为加雷乌县。

## 人口
伊索勒河畔圣阿娜斯塔西于2022年1月1日时的人口数量为2138人。

1962-2008年间伊索勒河畔圣阿娜斯塔西人口变化图示